# مارابدا
مارابدا (به لاتین: Marabda) یک منطقهٔ مسکونی در گرجستان است که در کومو کارتلی واقع شده‌است. مارابدا ۴۸۸ نفر جمعیت دارد.